# Список памятников истории и культуры Киева (С—Я)
В данной статье приведен список памятников истории и культуры города Киева, включенных в третью часть книги «Киев» свода памятников истории и культуры Украины, которая была издана в 2011 году.
Другие части: часть 1 (А—Л) (1999), часть 2 (М—С) (2004).
Условные обозначения типа достопримечательности:
- А — археологическая
- А — архитектурная
- И — историческая
- М — монументального искусства
- Мб — градостроительная

## Часть 3, С—Я

### С
- № 489 — Свято-Успенская Киево-Печерская лавра (ул. Январского восстания, 21-25)
- № 490 — Святошино (дачный поселок)

- № 490.1 — Административное здание, ул. Львовская, 8/6. 1930-х гг.
- № 490.2 — Дом общественного назначения, ул. Верховинная, 13. 1937—1938 г.
- № 490.3 — Дача, ул. Львовская, 18 1905—1908 г.
- № 490.4 — Дача, ул. Львовская, 34
- № 490.5 — Дача, ул. И. Крамского, 10.
- № 490.6 — Дача, ул. Львовская, 80 1905—1908 г.
- № 490.7 — Железнодорожная станция, ул. Святошинская, 15-a. 1901 г.
- № 490.8 — Интернат для испанских детей, ул. Львовская, 25. 1930-х гг.
- № 490.9 — Усадьба, ул. Львовская, 15. Разрушена в 2008 г.
- № 490.10 — Усадьба, просп. Победы, 130 — ул. Краснова, 3.
- № 490.11 — Усадьба Бахарева И. К., ул. Львовская, 3.
- № 490.12 — 490.12 Школьный дом, ул. Ф. Пушиной, 54. 1938 г.